# Bow Wow Wow
Bow Wow Wow fue una banda británica de new wave activa entre 1980 y 1983, 1997 y 1998, y 2003 y 2006. Estuvo compuesta por la cantante Annabella Lwin, el guitarrista Matthew Ashman, el bajista Leigh Gorman y el batería David Barbarossa. Eran dirigidos por Malcolm McLaren, exagente de Sex Pistols.
En 1981 rompieron con su discográfica EMI tras una disputa y firmaron con RCA Records. Con ellos tuvieron su primera canción en el Top 10 del Reino Unido, «Go Wild in the Country», lanzada a principios de 1982.
Su canción más popular en los Estados Unidos fue «I Want Candy», una versión de la canción de The Strangeloves de 1965. La versión de Bow Wow Wow ha aparecido en bandas sonoras de películas y en eventos como el Victoria's Secret Fashion Show de 2005.               

## Historia

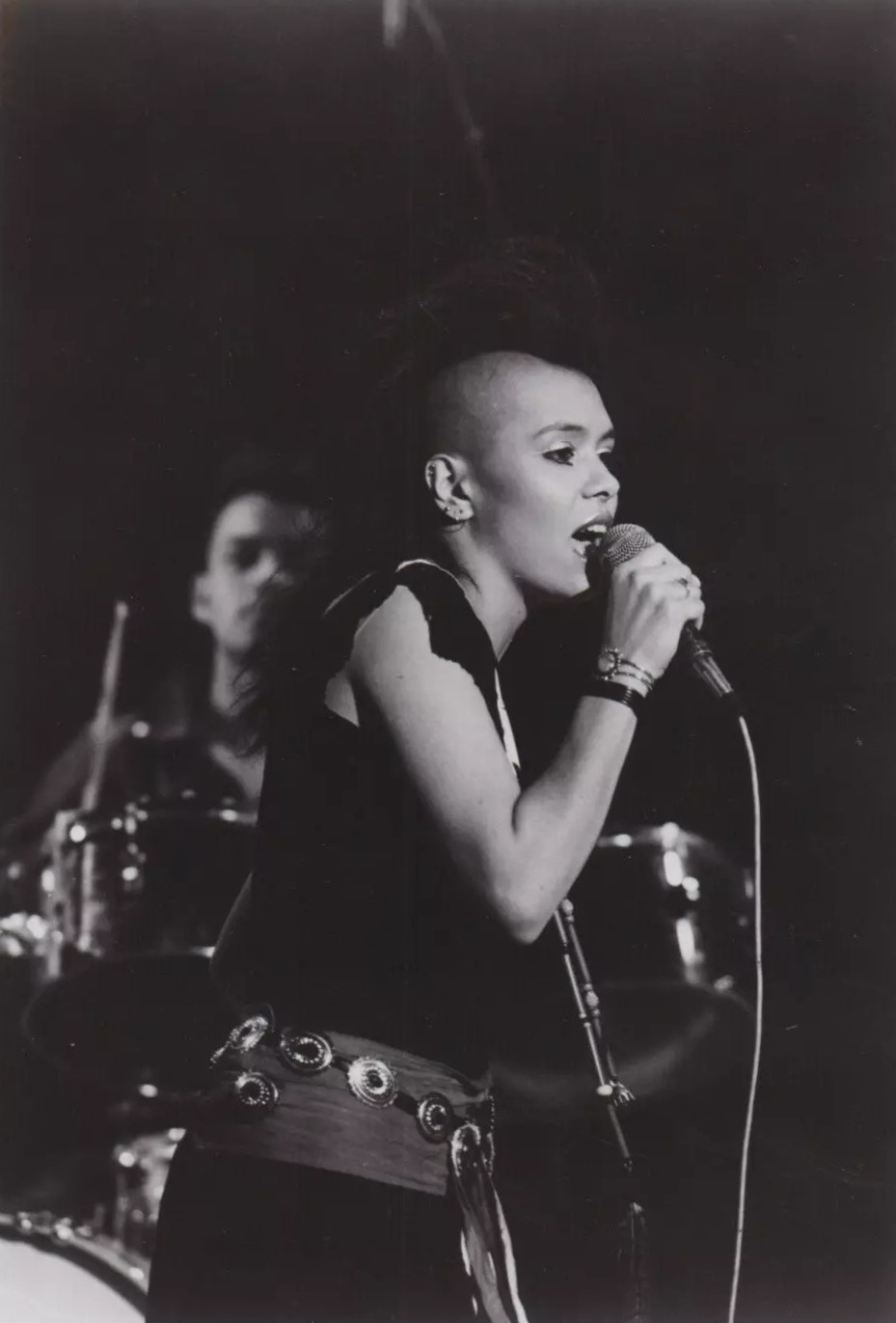
Annabella interpretando "Do You Wanna Hold Me?" en junio de 1983

En 1980, McLaren persuadió al guitarrista Matthew Ashman, al baterista David Barbarossa (también conocido como Dave Barbe) y al bajista Leigh Gorman, todos ellos miembros de Adam & the Ants, a dejar al fundador de la banda Adam Ant y formar un nuevo grupo. Después de un proceso de audición de seis meses para una cantante principal, la banda reclutó a Annabella Lwin. David Fishel, un conocido de McLaren, descubrió a Lwin mientras trabajaba en sus tintorerías locales.
El sonido del grupo era una mezcla de su "chillido de niña", cantos, instrumentales de surf, melodías pop y ritmos rituales de Burundi rituales de Burbuja ritualizados por la música.
Lanzaron su primer sencillo, "C · 30 C · 60 C · 90 Go", en julio de 1980 en el sello discográfico EMI, originalmente solo como un sencillo de casete y luego también como un disco de 7 ". , seguido en noviembre.En 1981, después de dividirse con EMI después de una disputa, Bow Wow Wow firmó con el nuevo jefe de A & R Bill Kimber en RCA Records, donde tuvieron su primer éxito en el top 10 del Reino Unido con "Go Wild in the Country" a principios de 1982.
Alrededor de la misma época, Bow Wow Wow abrió las fechas de Estados Unidos para The Pretenders y The Police, y en la primavera de ese año, la banda se estableció para abrir una gira europea para Queen (que estaban apoyando su orientación a la danza Hot Space álbum), pero dejó la gira antes de las fechas se han completado.
El éxito más grande de la banda estadounidense fue "I Want Candy", producido por Kenny Laguna, (originalmente de 1965 por Strangeloves) que fue presentado en un video musical de MTV.
La grabación de "I Want Candy" de Bow Wow Wow también apareció en bandas sonoras de películas y eventos de publicidad y medios de comunicación como el 2005 Victoria's Secret Fashion Show.
Su grabación más notoria fue "Torre Eiffel Sexy", con respiración y gemidos excitadamente pesados.

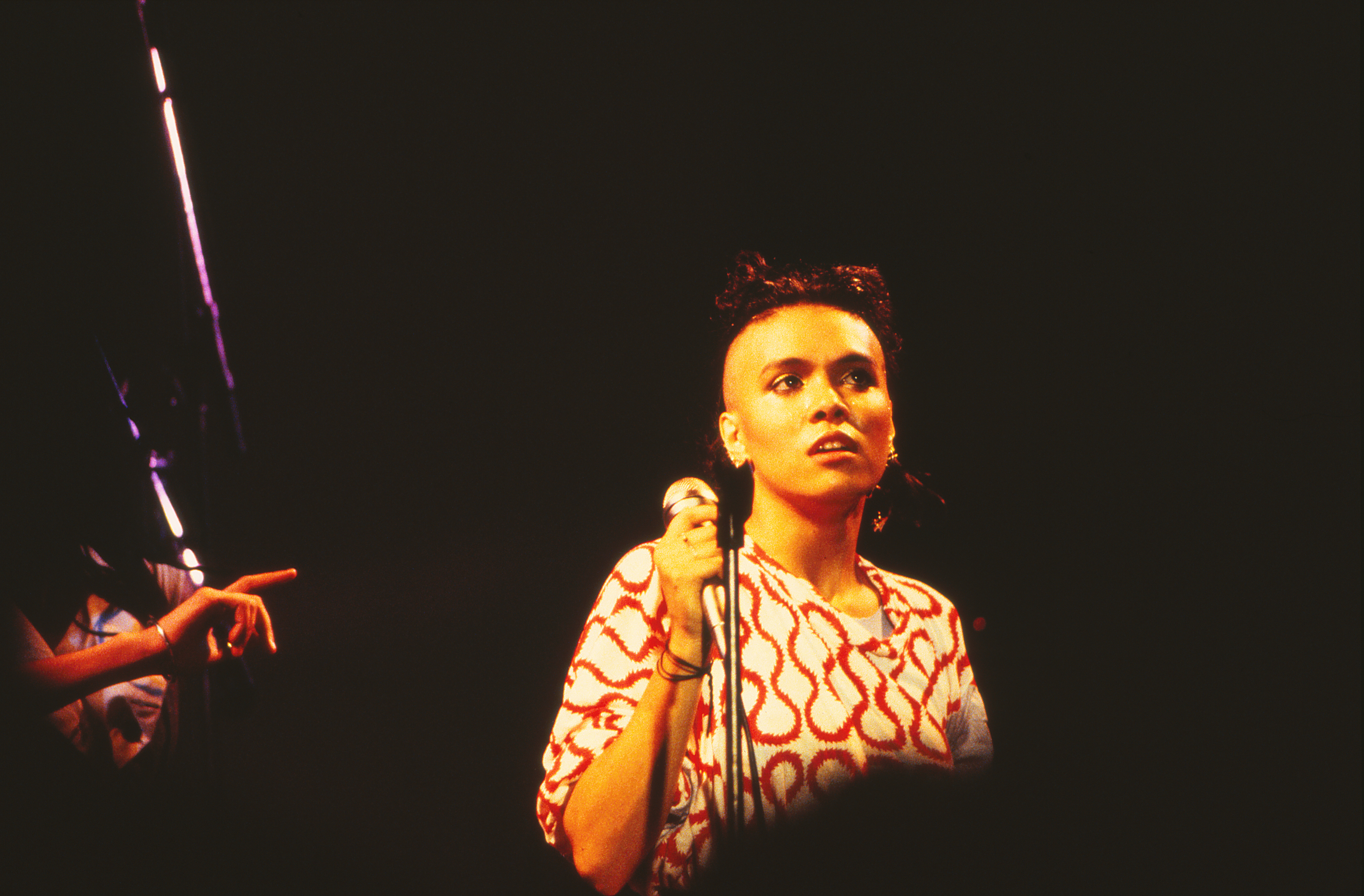
Annabella Lwin con Bow Wow Wow 1982 en Kant-Kino, Berlín

El grupo había lanzado tres álbumes de larga duración, y debían embarcarse en una gira mundial, pero las tensiones en el grupo estaban aumentando, ya que los miembros estaban sufriendo de enfermedades y agotamiento después de una intensa gira por Estados Unidos. Después de un descanso, la banda destituyó a Lwin para formar un nuevo grupo, Chiefs of Relief, con el guitarrista Ashman como su cantante principal.

## Legado
Los Red Hot Chili Peppers nombraron a la agrupación en su sencillo de 1992 "Suck My Kiss", que incluía la lírica "Nadando en el sonido de Bow Wow Wow", y el exguitarrista de Peppers John Frusciante ha nombrado a Ashman como una influencia.
También, vuelven a mencionar al grupo en su canción "Right on Time", de su álbum de 1999 Californication.
No Doubt dijo, la oportunidad de tocar la batería de Bow Wow Wow desde 2003-2005, "Es un sueño hecho realidad para jugar con una banda que crecí idolatrando. Me siento como un niño de nuevo en la caja de arena".
La directora de cine Sofia Coppola se inspiró en Lwin al concebir el estilo de su película, Marie Antoinette. Dijo el gerente de tour de Bow Wow Wow en 2006: "En realidad basaron a Marie Antoinette, desde el punto de vista del estilo, en Annabella Lwin, y dibujaron paralelismos del hecho de que eran jóvenes que encontraron fama y fortuna a una edad ridículamente temprana.